# Кирконма
Кирконма (Кирконмасари:182, фин. Kirkonmaa, швед. Kyrkogårdsö) — крупный остров в юго-восточной Финляндии. Расположен в Финском заливе Балтийского моря, к югу от порта Котка и острова Кутсало. Административно относится к общине Котка в области Кюменлааксо. Площадь 7,9 км². Население 17 человек по данным на 31 декабря 2012 года.

## История
В ходе советско-финляндской войны 1939—1940 гг. на острове Кирконма была установлена береговая батарея (четыре 254-мм орудия) 2-го отдельного артиллерийского дивизиона береговой обороны со штабом в городе Хамина под командованием подполковника Т. Кайнулайнена.
В ходе советско-финской войны на острове Кирконма находился лагерь для военнопленных, в котором содержались советские моряки, захваченные в ходе неудачного десанта на остров Соммерс 8—10 июля 1942 года.
Советский ас, сержант Василий Иванович Ткачёв в составе 21-го истребительного авиационного полка ВВС Балтийского флота на Як-6 сбил Ме-109 в воздушном бою 6 марта 1943 года.
17 апреля 1943 года советские самолёты-разведчики обнаружили  на стоянке у острова Кирконма немецкую 24-ю десантную флотилию (10 быстроходных десантных барж, 5 моторных тральщиков), предназначенную для постановки минного заграждения «Зееигель-2а» («Морской ёж»). На следующий день стоявшее там соединение подверглось удару двух групп штурмовиков. Получили повреждения тральщик «R 76» и две быстроходные десантные баржи (БДБ). Десять немецких моряков получили ранения, из них двое позже умерли. Авиация Краснознаменного Балтийского флота потеряла один Ил-2, уничтоженный зенитной артиллерией, и два Як-1, сбитых при возвращении финскими истребителям. 19 апреля пятерка Пе-2 73-го бомбардировочного полка нанесла бомбо-штурмовые удары по вражеским базам в районе Кирконма. Один Пе-2 был сбит финским истребителем и совершил посадку на острове Котка. Один из Ла-5 группы сопровождения был сбит своей зенитной артиллерией с острова Лавенсари.
2 июня 1943 года при атаке финских истребителей в районе Кирконма были сбиты два самолёта 73-го бомбардировочного полка, погибли 6 лётчиков.
20 июня 1944 года летчики 12-го гвардейского пикировочно-бомбардировочного авиаполка Героя Советского Союза подполковника В. И. Ракова на Пе-2 совершили налет на склад мин на Кирконма и находившиеся там минные заградители. Немецкий минный транспорт «Оттер» затонул вместе с находившимися на нем 146 минами ЕМС, а финская баржа «Паргас 17» — со 124 минами KMA. На суше во время этого налета было уничтожено 200 мин ЕМС, 54 мины FMC, 66 мин КМА, 107 минных защитников и 49 минных защитников взрывного типа. Быстроходная десантная баржа (БДБ) «F 140» была повреждена бомбой; несколько десантных судов, уклоняясь от бомбовых ударов авиации, сели на мель. На берегу гвардейцы уничтожили склад, где находилось более 300 морских и речных мин и свыше 150 минных защитников.
22 июля 1944 года бомбовым ударом авиации у острова Кирконма была потоплена немецкая быстроходная десантная баржа (БДБ) F259AM водоизмещением 240 т, один член экипажа погиб.
В ходе Лапландской войны финский минный тральщик «Kuha 6» 15 сентября 1944 года подорвался на мине и затонул у острова Кирконма. Погибло 7 членов экипажа, 1 был спасён.

## Форт Кирконмаа
До 2015 года южная часть острова принадлежала Оборонительным силам. В 2015 году правительство продало бывший форт Кирконмаа. Владельцем острова Ранкки и форта Кирконмаа за 700 тыс. евро стал и до настоящего времени является предприниматель Исмо Рятю.